# Black Rock FC
Der Black Rock Football Club ist ein US-amerikanisches Fußball-Franchise mit Sitz in Great Barrington, Massachusetts.

## Geschichte
Das Franchise wurde im Jahr 2013 als Ausbildungsteam für Spieler des Berkshire County gegründet.
Zur Saison 2018 stieg man dann erstmals mit einer Mannschaft in den Spielbetrieb der USL PDL ein und holte sich hier mit 30 Punkten gleich den ersten Platz und damit eine Teilnahme an den Playoffs. Dort verlor man aber bereits im Conference-Halbfinale gegen New York Red Bulls U-23 mit 1:2. Zur nächsten Saison wurde aus der Liga dann die USL League Two. Bislang war seitdem die höchste Platzierung aber nur ein vierter Platz, was nicht für die Playoffs reichte.